# Mark Wood (Geiger)

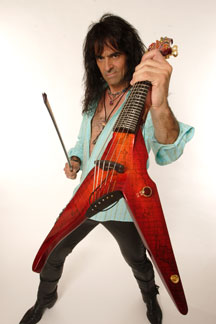
Mark Wood

Mark Winthrop Wood (* 12. Dezember 1957 in Port Washington, New York) ist ein amerikanischer Geiger, der fast ausschließlich elektrische Violine spielt. Er ist Gründungsmitglied und war Leiter der Streichinstrumentenmusiker des Trans-Siberian Orchestra. Er ist außerdem Gründer der Wood Violins, die elektrische Geigen produzieren.

## Biografie

### Die jungen Jahre
Wood wuchs in Long Island auf. Seine Mutter war Pianistin, sein Vater ein abstrakter Maler. Im Alter von 12 Jahren spielte Wood Violine und hatte Unterricht bei Richard Rusack von der Paul D. Schreiber High School in Port Washington / New York. Noch während seiner Schulzeit bildete er mit seinen drei Brüdern das Streichquartett The Wood String Quartet. Sie tourten durch den Nordosten der USA und spielten Werke von Ludwig van Beethoven.
Aufgrund Woods wachsendem Geschick auf der Geige erhielt er ein Stipendium an der Juilliard School of Music und studierte unter anderem bei dem Violinen-Lehrer William Lincer.
Mit dem Juilliard-Stipendium im Gepäck und nach einem kurzen Aufenthalt in Boston kehrte Wood nach Hause. Er sagte; Er verbrachte fünf Jahre in dem Atelier seines Vaters und lehrte selbst zu improvisieren und die Geigen zu verbessern. Mark sagt, dass er diese Techniken und Praktiken noch heute anwendet.

### Musiker und Komponist
Wood ist Gründungsmitglied des Trans-Siberian Orchestras und war dort über 13 Jahre bis 2009 aktiver Musiker. Die Vielzahl der Musiker, mit denen er spielte oder mit denen er auf diversen CDs vertreten ist, ist beachtlich. Er spielte mit Céline Dion, Billy Joel, Steve Vai, Lenny Kravitz, Jordan Rudess, Derek Sherinian, Simon Phillips, Glenn Hughes, Mike Portnoy, James Labrie, Steve Morse, Steve Vai, Dee Snider, Paul Ranieri u. v. m. Einige davon arbeiteten mit Mark an dem ELP-Tributealbum Knife Edge von 1999 mit.
Wood erhielt den Emmy für die Musikkomposition der 2002er Tour de France. Teile der Kompositionen für das elektrische Violinquartett Nest of Vipers sind auch von ihm. Die Musiker dieses Violinquartetts kamen wiederum von der Juilliard School, der Wood auch angehörte.

### Geigenbauer
Woods Firma Wood Violins produziert kundenspezifische elektrische Violinen, Celli und Pseudo-Rockstar-Bekleidung. Wood begann mit 12 Jahren, seine erste Geige zu bauen.

### Lehrer
Wood besuchte viele Schulen in den Vereinigten Staaten mit seinem Musikprogramm: Electrify your Strings. Er ist Dozent an der jährlichen Mark O'Connor Fiddle Camps und wurde 2008 in den Verwaltungsrat von American String Teachers Association gewählt. Im Januar 2008 erschien sein Buch Electrify your Strings. Von 2010 an hielt er mit verschiedenen hochkarätigen Weltklasse-Rockmusikern einwöchige Workshops am Mark Wood Rock Orchestra Camp mit anschließendem Abschlusskonzert aller Schüler.

## Privatleben
Er ist mit der Sängerin Laura Kaye verheiratet und sie haben zusammen ein Kind. Der Sohn heißt Elijah Wood, ist 1996 geboren und mit Leidenschaft Schlagzeuger.

## Diskografie

### Solo-Alben
- Voodoo Violince (1991)
- Guts, Grace and Glory (1992)
- Against the Grain (1994)
- These Are a Few of My Favorite Things (2001)
- Sanctuary (2001)
- Portrait of an Artist (2001)
- Prologue (2009)

### Gast-Musiker / Komponist
- Amerikanische Orchestermusik - Corigliano/Wilder (1994)
- Encores, Legends & Paradox: A Tribute To Elp CD (1999)
- Vitamin C - Vitamin C (1999)
- Feeding The Wheel - Jordan Rudess (2001)
- Born - Bond (2002)
- Beethoven's Last Night - Trans-Siberian Orchestra (2002)
- Oculus Infernum - Van Helsing's Course/Dee Snider (2003)
- Shake Off the Gravity - Laura Kaye (2005)
- W.A.R.P.E.D. - Chris Rafferty (2005)
- Doyle's Brunch - O'2L (2005)